# آلن سورنتی
آلن سورنتی (به انگلیسی: Alan Sorrenti) (زاده ۹ دسامبر ۱۹۵۰) خواننده ایتالیایی است.
او نماینده ایتالیا در یوروویژن ۱۹۸۰ بود.